# Richard Maack
Richard Kárlovich Maack (o Richard Karlovic Maak en ruso: Ричард Карлович Маак; Arensburgo -actual Kuressaare, Estonia-, 4 de septiembre de 1825-San Petersburgo, 25 de noviembre de 1886) fue un naturalista, geógrafo, explorador, botánico, pteridólogo, briólogo, antropólogo, y profesor ruso del siglo XIX. Es muy conocido por su exploración del extremo Oriente ruso y de Siberia, particularmente de los valles del Ussuri y del Amur. Describió algunas de las primeras descripciones científicas de la Historia natural de la remota Siberia, y recolectando muchos especímenes biológicos, de los cuales muchos de ellos eran especímenes de tipo original de previamente desconocidas especies.
Étnicamente Maack era un estonio; son embargo, el Imperio ruso controlaba ese país durante su vida. Fue miembro de la Rama Siberiana de la Sociedad Geográfica Rusa.

## Historia

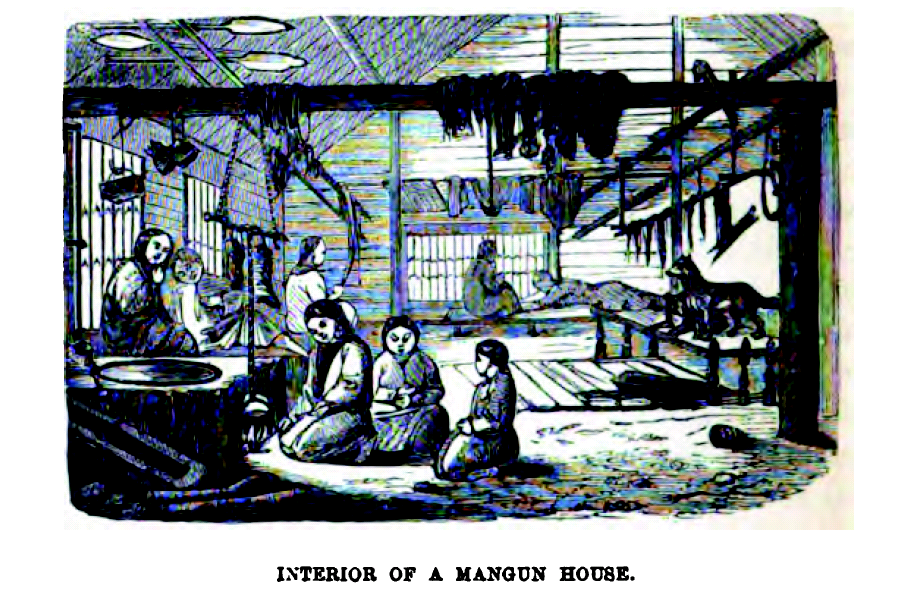
"Interior de una casa Ulch", dibujado por R. Maack.

Estudia Ciencias naturales en la Universidad de San Petersburgo. En 1852 será profesor de Ciencias naturales en el Gymnasium de Irkutsk y más tarde director de esa Casa de Estudios. De 1868 a 1879, fue superintendente de todas las Escuelas del norte de Siberia.
Durante los 1850s tomó parte de expediciones a Siberia incluyendo aquellas al valle del río Amur (1855–1856) y al río Ussuri en 1859. También participa de la Primera Expedición de la Sociedad Geográfica Rusa, de 1853 a 1855 para describir orografía, geología y poblaciones de las cuencas de los ríos Vilyuy y Chona.
Se acredita con el descubrimiento de Syringa reticulata var. amurensis simultáneamente e independientemente de Carl J. Maximowicz (1827-1891).

## Vegetales nombradas en su honor
Maack fue famoso por su colección de especies desconocidas, y enviando especímenes a científicos que las describieron y nombraron. Un número de ellas las halló en su expedición al río Amur .
Géneros
- Maackia Rupr. 1856[7]

Especies
Unas 30 especies se nombraron en su honor, entre ellas:
- Allium maackii (Maxim.) Prokh. 1831
- Delphinium maackianum Regel f. albiflorum S.H.Li & Z.F.Fang 1975[8]
- Euphorbia maackii Meinsh. 1884
- Lauro-cerasus maackii C.K.Schneid. 1906
- Lycopus maackianus Kom. 1907 [9]
- Lonicera maackii (Rupr.) Herder 1864[10]
- Persicaria maackiana Nakai 1922[11]
- Potamogeton maackianus A.Benn. 1904[12]
- Prunus maackii Rupr. 1857[13]

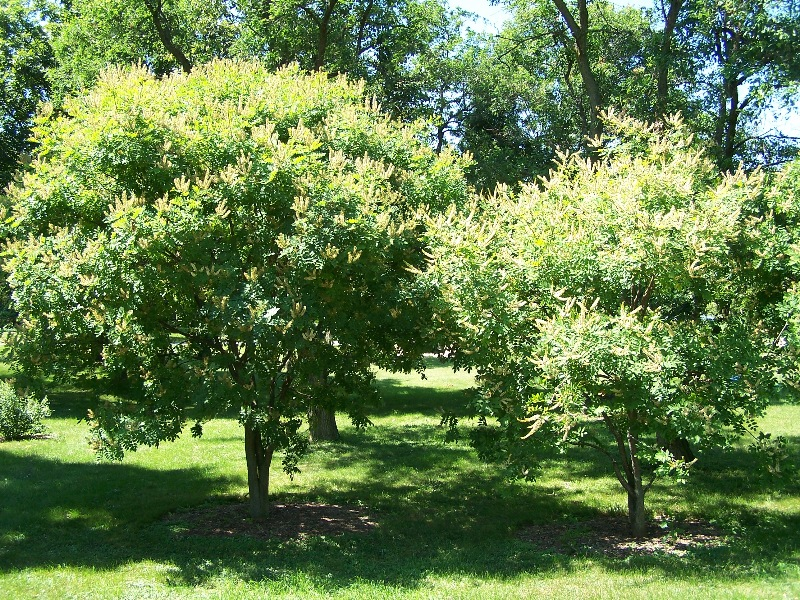
Amur maackia, pequeño árbol
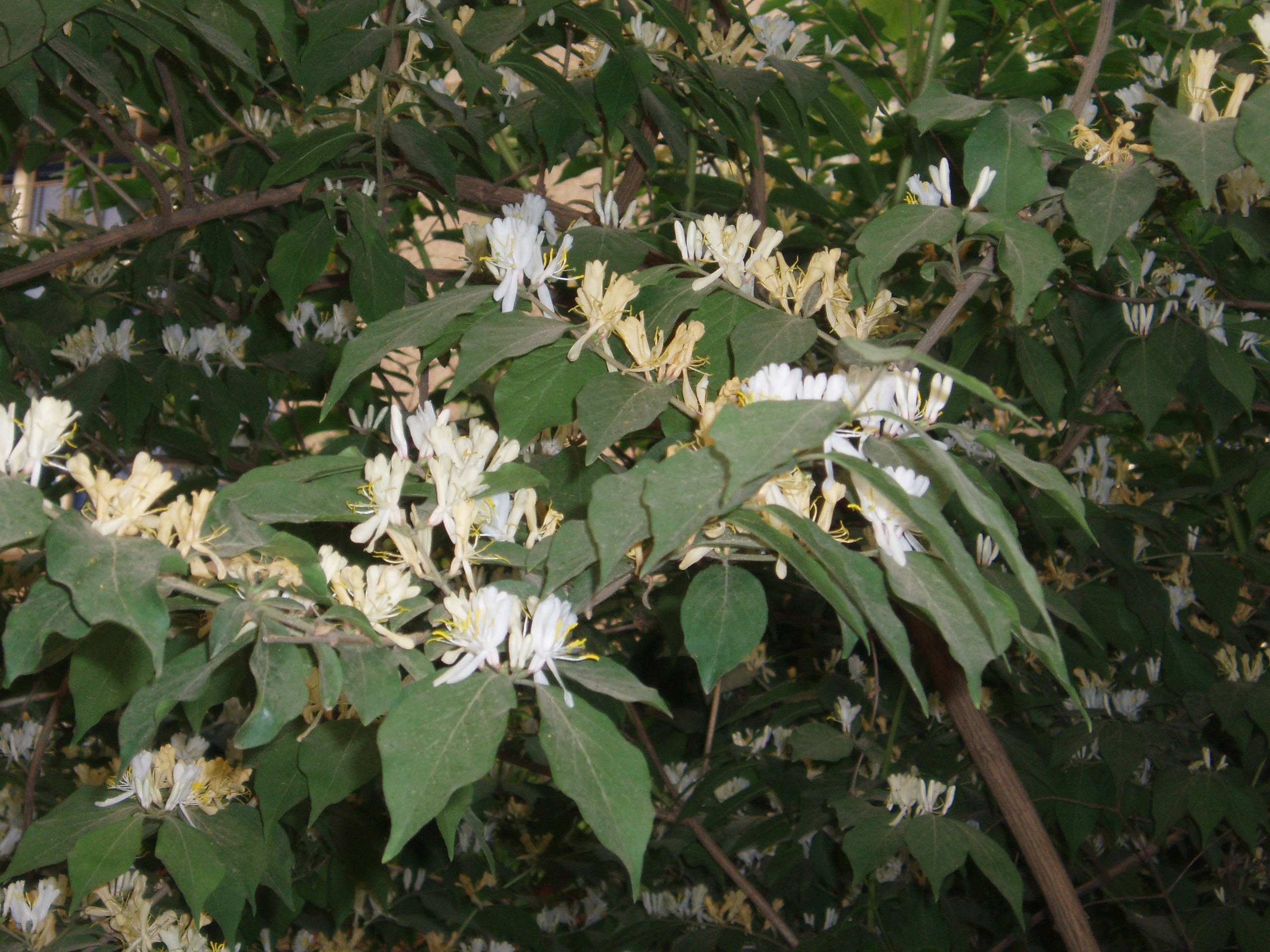
Arbusto Amur lonicera
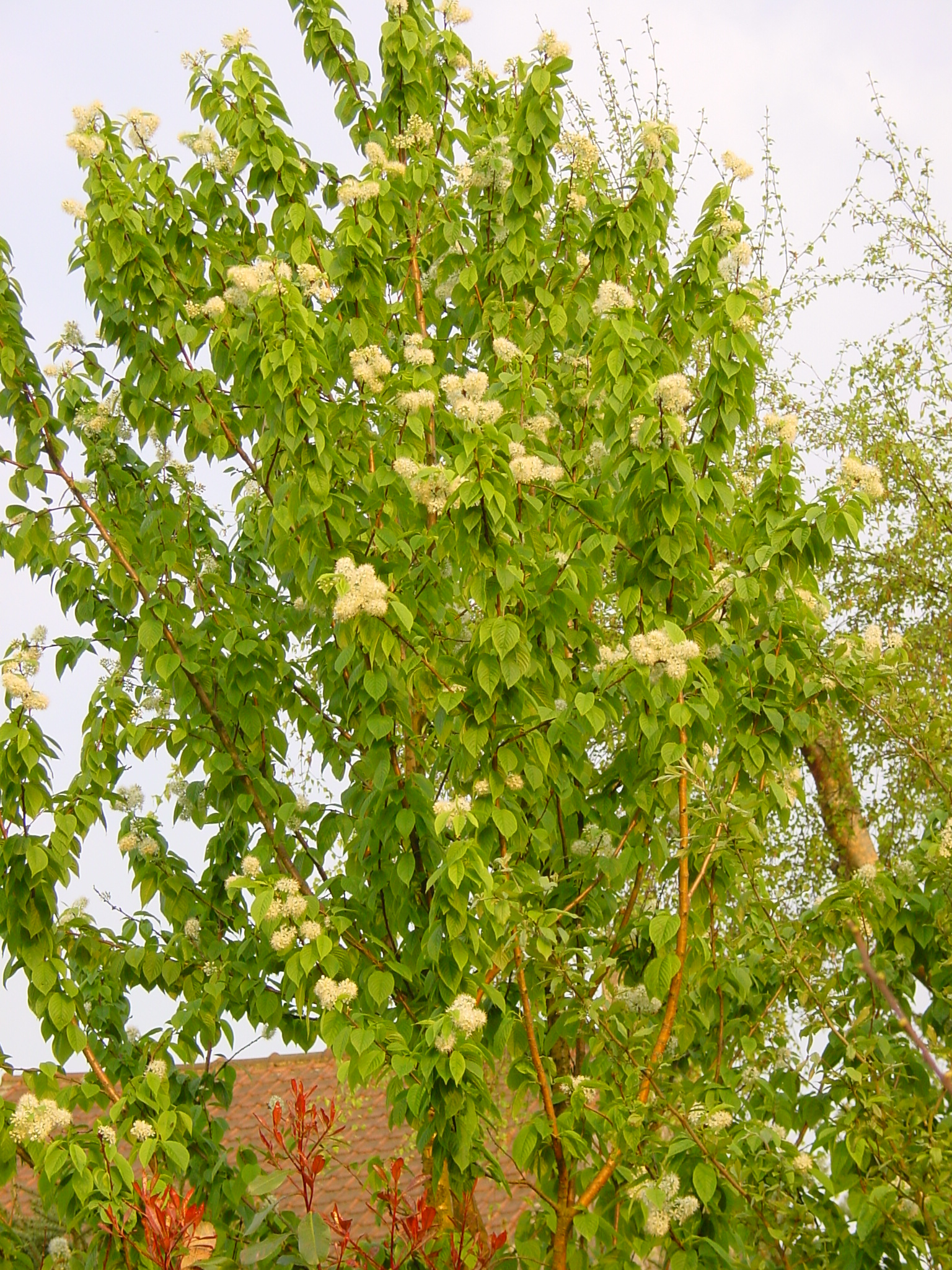
Amur choke cherry es otro arbolito

## Especiesnombradas por él
- Nymphaea tetragona var. wenzelii (Maack) F.Henkel et al.
- Pleopeltis ussuriensis Regel & Maack
- Rubia chinensis Regel & Maack

## Algunas publicaciones
- Reise zum Amur im Auftrage der sibirischen Sektion der Russischen Geographischen gesellschaft 1855 (Путешествие на Амур, совершенное по распоряжению Сибирского отдела Русского географического общества в 1855 году; 1859
- Puteshestvie na Amur/Путешествие на Амур (Viajes por el Amur). 1859. San Petersburgo
- Puteshestvie po doline ryeki Ussuri/Путешествие в долину реки Уссури (Travesías a través del valle del río Ussuri). 1861 San Petersburgo
- Вилюйский округ Якутской области (Área Vilyyuysky del Distrito Yakut) 1877–86
- Очерк флоры Уссурийской страны (Ensayo de la flora de Ussuri) 1862
- Енисейская губерния (provincia Yenisei) en la "Lista de establecimientos del Imperio Ruso"
- La abreviatura «Maack» se emplea para indicar a Richard Maack como autoridad en la descripción y clasificación científica de los vegetales.[14]